# Гермерсберг
Гермерсберг (нім. Hermersberg) — громада в Німеччині, розташована в землі Рейнланд-Пфальц. Входить до складу району Південно-Західний Пфальц. Складова частина об'єднання громад Вальдфішбах-Бургальбен.
Площа — 13,02 км2. Населення становить 1736 ос. (станом на 31 грудня 2020).

## Галерея

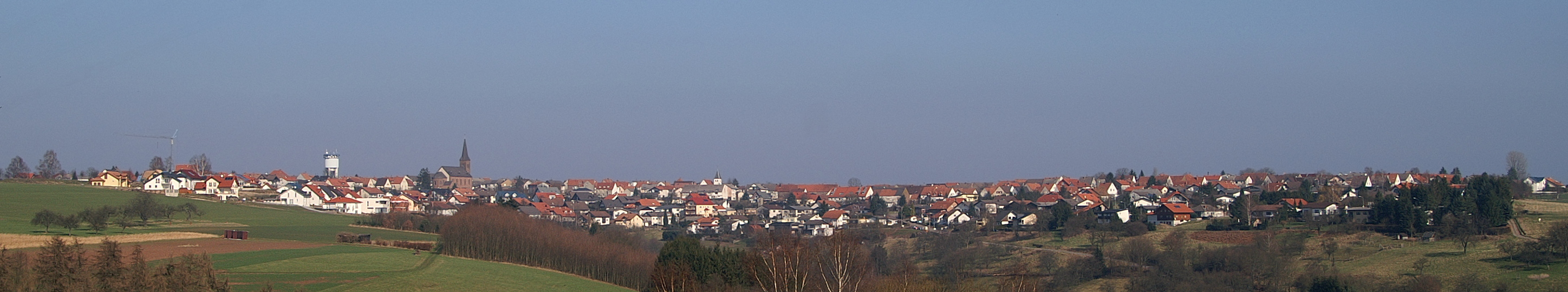
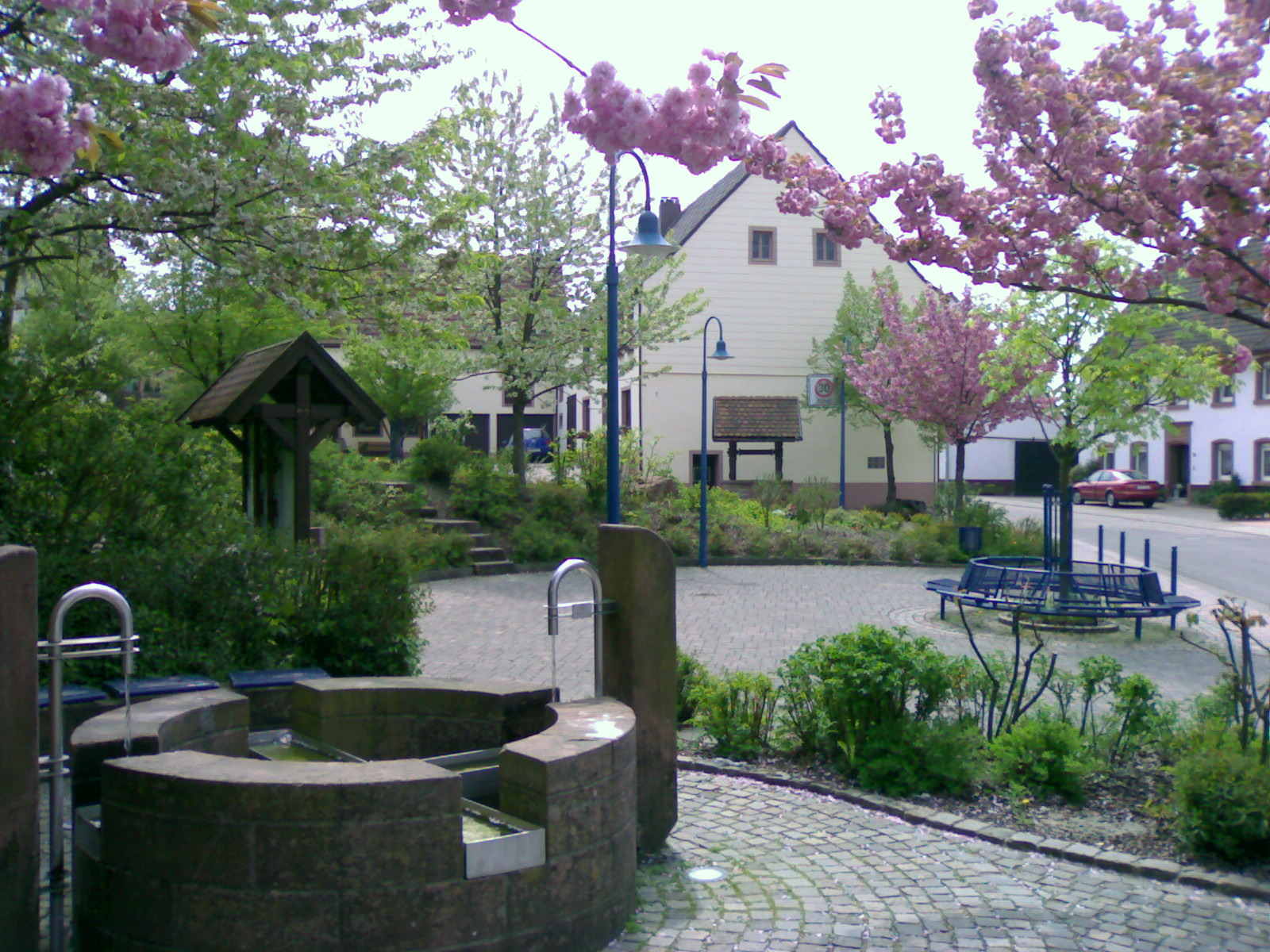
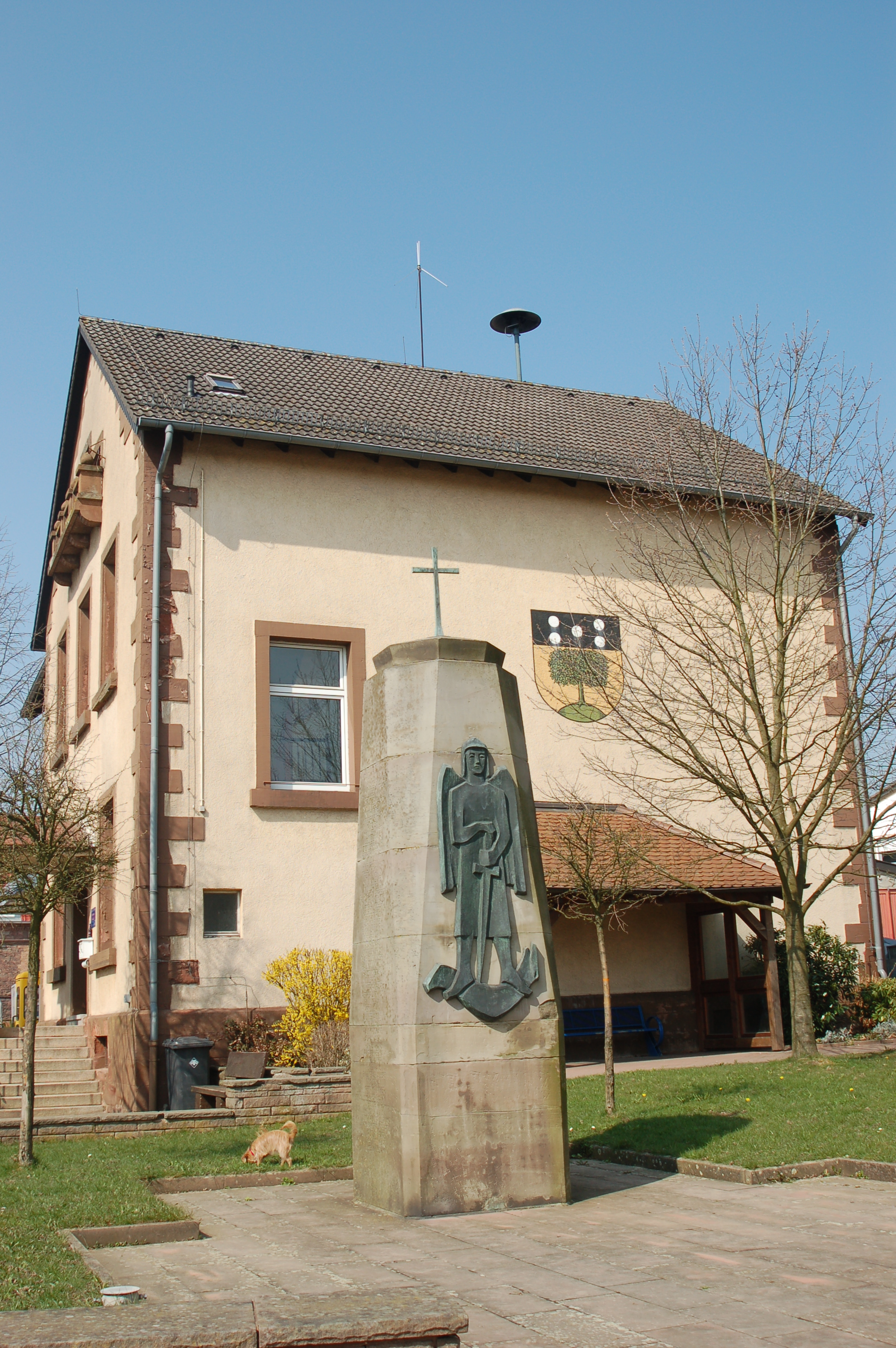
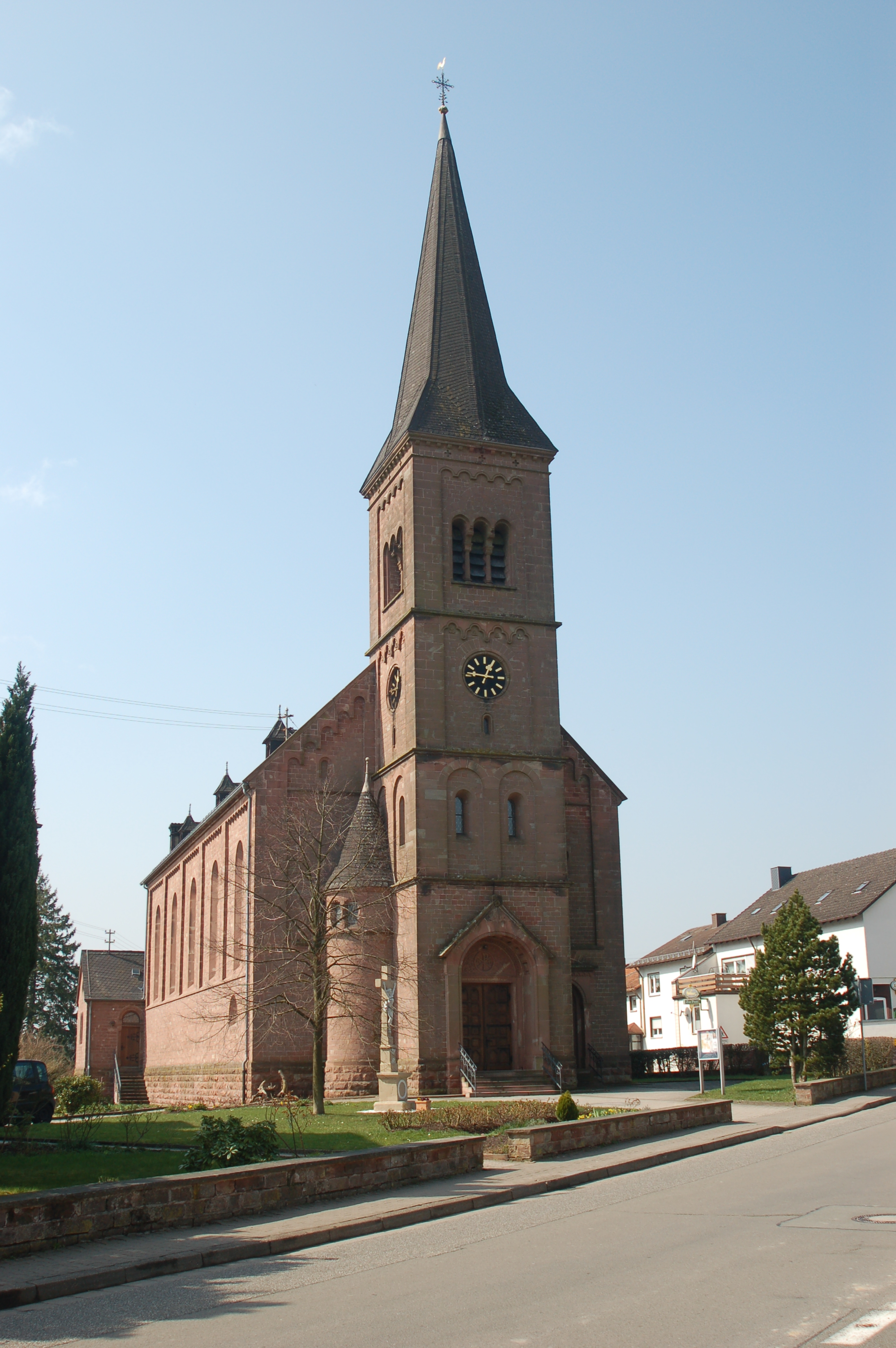
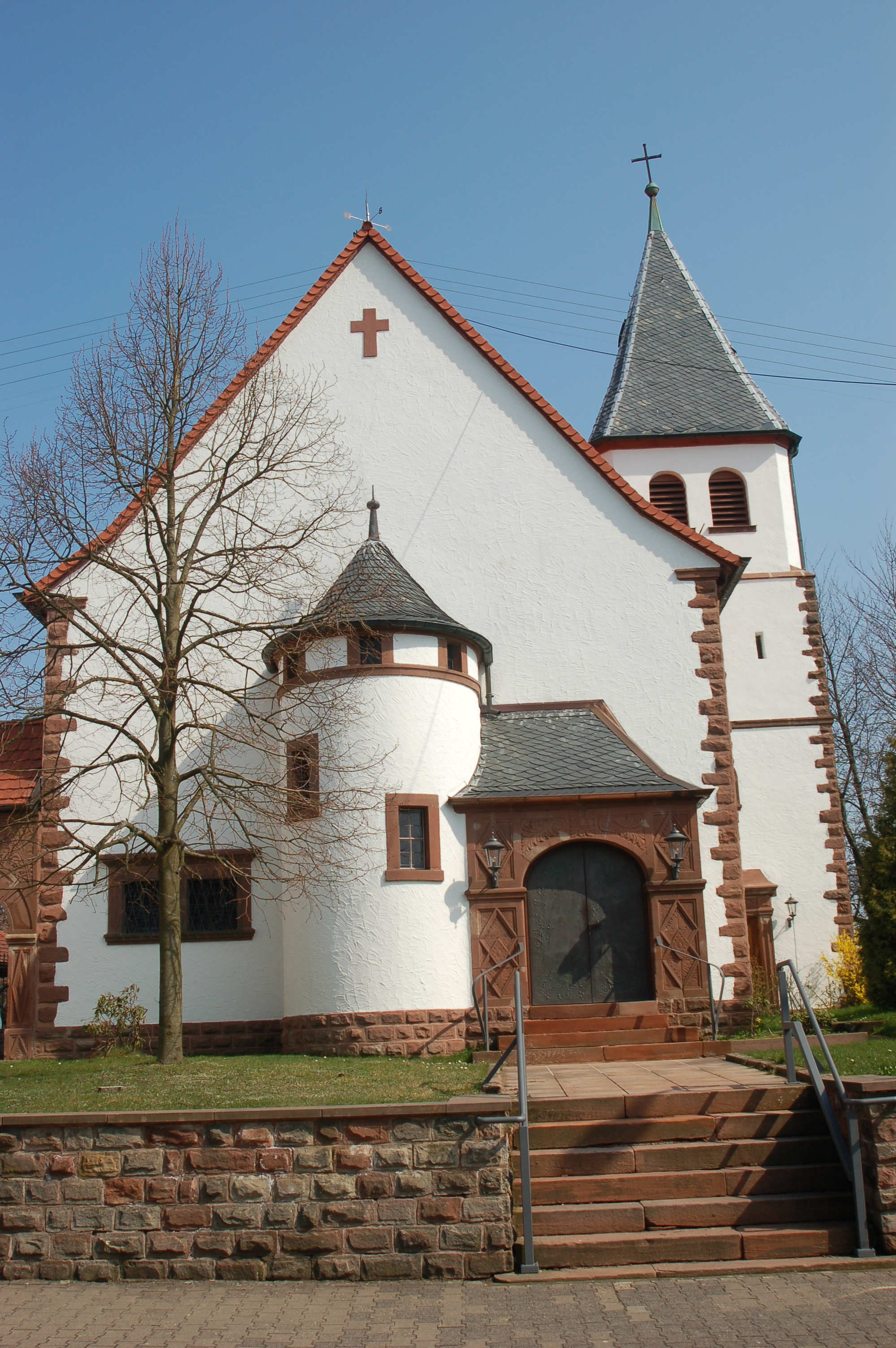